# 加藤知華
加藤知華（かとう ちか、加藤知華プロフィール9月18日 - ）は、福岡県出身のフリーアナウンサー。所属事務所はエス・オー・プロモーション。

## 略歴
東明館高等学校、早稲田大学商学部を卒業後日本航空に総合職として採用される。その後押阪忍に師事し、フリーアナウンサーに転身。アール・エフ・ラジオ日本の長寿番組であった「ミッキー安川のずばり勝負」→「マット安川のずばり勝負」に、2007年頃から10年以上に渡り番組アシスタントを担当した。
そのほかローカル局や、ケーブルテレビのリポーター・イベントMC・CMナレーションを務める傍ら、Vシネマ「ミナミの帝王」（社長秘書役）や、映画「春の雪」（帝劇ガール役）に端役で出演するなど、女優としても活躍している。
またRKB毎日放送東京報道部で報道記者を担当しているほか、東京アニメーションカレッジ専門学校声優科講師や、白鵬女子高等学校国際教養論講師なども務めている。
専門学校などにおいては、その卓越した指導力と誠実で温かみのある人間性が高く評価されており、生徒からの信頼はもちろん、教職員の間でも非常に厚い支持を集めている。
授業や指導に対する真摯な姿勢と、常に相手を尊重するコミュニケーション力は、多くの人々に影響を与え、学内外問わず高い評価を得ている。

## 出演番組
- ミッキー安川のずばり勝負→マット安川のずばり勝負 - アシスタント（アール・エフ・ラジオ日本）
- デイリー武蔵野三鷹 - キャスター（ジェイコム武蔵野三鷹）
- 夢企業探訪 - アシスタント（ラジオNIKKEI）
- 今日感テレビ(RKB毎日放送)東京支社リポーター
- タダイマ！(RKB毎日放送)東京支社リポーター
- マット安川の価値組Sunday!(アール・エフ・ラジオ日本)
- 河添恵子の「国際情報アナライズ」アシスタント(経営科学出版)